# Zoramia leptacantha
Zoramia leptacantha är en fiskart som först beskrevs av Bleeker, 1856-57.  Zoramia leptacantha ingår i släktet Zoramia och familjen Apogonidae. Inga underarter finns listade i Catalogue of Life.

## Bildgalleri

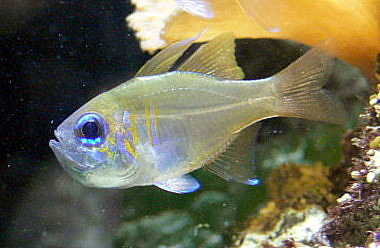